# Oldeborg (Burg)
Die Oldeborg im gleichnamigen Ort bei Engerhafe in Ostfriesland war im 14. Jahrhundert der Stammsitz der mächtigen Häuptlingsfamilie tom Brok. Von hier aus dehnte die Familie ihre Macht über ganz Ostfriesland und die angrenzenden Gebiete in den heutigen Niederlanden aus. Nachdem der letzte Häuptling des Geschlechts, Ocko II. im Jahre 1427 bei der Schlacht auf den Wilden Äckern besiegt und gefangen genommen wurde, wurde die Häuptlingsburg geschleift. Heute finden sich von ihr keine nennenswerten Reste mehr.

## Geschichte
Das Brokmerland war erst spät besiedelt worden, nachdem der Deichbau vollendet war und die Julianenflut von 1164 viele Menschen von der Küste in das Landesinnere drängte. Das Brokmerland wurde so zum Grenzgebiet zwischen dem Bistum Münster (Feder- und Emsgau) gegenüber dem Erzbistum Bremen (Norderland und Östringen). Im damaligen Kirchspiel Engerhafe ließ der Bischof von Münster als Inhaber der Synodalgewalt und Grafenrechte eine Burg errichten, die als Oldeborg zu Fehnhusen bezeichnet wurde. Neben dieser Burg errichteten die tom Brok, nachdem sie zu Häuptlingen aufgestiegen waren, die Burg Broke, die zur Keimzelle ihres Machtanspruchs wurde. Was danach mit der bischöflichen Burg geschah, ist unklar. Möglicherweise wurde sie vom Bischof mit dem Aufkommen der tom Brok aufgegeben und verfiel, wohl auch, weil die Broksche Burg strategisch günstiger lag. 1376 verstarb Keno I. als einer der wenigen seines Geschlechts im hohen Alter eines natürlichen Todes.
Es ist bisher unbekannt, wann die Oldeborg errichtet worden ist. Urkunden geben darüber keine Auskunft und solange der Standort der Burg nicht lokalisiert werden kann, fehlen auch andere wissenschaftliche Hinweise. Keno, der älteste bekannte aus dem Geschlecht der tom Brok, besaß zur Zeit der friesischen Freiheit einen Redgerhof in Engerhafe, der dem Besitzer das Recht zur Ausübung des Richteramtes gab. Obgleich wohl schon vorher begütert, begann aus diesem Amt heraus der Aufstieg der Familie. Entgegen den Bestimmungen des Brokmerbriefes begann die Familie in Oldeborg die Burg Broke zu bauen, nach der sich die Familie schließlich benannte.
Im Zuge ihrer Machtausdehnung ließen die tom Brok dann um 1380 in Aurich eine neue Burg errichten, die sogenannte Nieborg während der Stammsitz den Namen Oldeborg erhielt, nachdem Ocko I. auch die Residenz der Familie nach Aurich verlegt hatte.
Das Ende der tom Brok besiegelte auch das Ende der Burg. Der Stammsitz der Familie wurde 1427 unmittelbar nach der Schlacht auf den Wilden Äckern geschleift.

## Versuche zur Wiederentdeckung
Im Jahre 2003 begann die Ostfriesische Landschaft am nördlichen Ortsrand von Oldeborg mit Ausgrabungen, um die Burg zu lokalisieren. Dabei wurde auf einem Flurstück, für das der Name Burgstelle  belegt ist, Probebohrungen unternommen. Dabei wurden an allen vier Seiten des 60 × 60 m messenden Geländes bis zu 2,50 m tiefe und 15 m breite Gräben nachgewiesen. Die ausschließlich spätmittelalterlichen Keramikfunde und die rechteckige Anlage der Burggräben sprechen für eine spätmittelalterliche Zeitstellung der Anlage. Hinweise auf eine Bebauung konnten bisher jedoch nicht gefunden werden. Neben der Ostfriesischen Landschaft bemüht sich auch ein Verein um die Wiederentdeckung der Burgstelle.
Zur Lokalisierung der Burg und zu ihrer Größe finden sich Hinweise in der Literatur. In der Erdbeschreibung des Fürstenthums Ostfriesland und des Harlingerlandes von Fridrich Arends aus dem Jahre 1824 heißt es dazu: „Sie stand beinah am westlichen Ende des Dorfes, an der linken Seite des nach Fehnhusen gehenden Postweges. (…) Die Burg bildete ein Viereck, 40 Schritt lang und breit; der rundum gehende Graben ist im Westen und Norden an der Vertiefung noch zu erkennen, süd- und ostseits in einen Schlot (Wassergraben) verwandelt. Die nordöstliche Ecke des Grabens liegt gerade an den Weg. Jene Schlöte ligen noch voller Steine und noch vor zwei Jahren hat man eine, doch nicht mehr festsitzende Mauer im Grunde gefunden. Die Einwohner weisen noch den Ausgang aus der Burg nach, welcher im Süden erst eine Strecke westlich lief, dann nördlich nach dem jetzigen Postweg. Sie ist zum Teil noch zu erkennen, doch niedrig, so wie die Gegend im Westen auf ziemliche Ausdehnung, im Winter meist unter Wasser stehend. Die Burgstätte selbst ist etwas höher wie die Umgegend; südseits daran ist eine viel höhere Stelle, worauf jetzt ein Platz steht.“ Onno Klopp schreibt in seiner Geschichte Ostfrieslands: „Am westlichen Ende des jetzigen Dorfes Oldeborg im Brookmerlande, links von dem Wege, der nach Veenhusen geht, erkennt man noch heute eine ehemalige Burgstelle mit Vertiefungen rund umher, den Überbleibseln des alten Grabens. Die Burg, auch selber Oldeborg genannt, 40 Schritt lang und ebenso breit, war im 14. Jahrhundert der Stammsitz des mächtigen Hauses ten Brok, welches für ein halbes Jahrhundert der Angelpunkt der ostfriesischen Geschichte war.“
Im Bereich der so beschriebenen Burgstelle wurden verschiedentlich Reste aufgefunden. 1822 soll an der Westseite der Burg eine Mauer aufgedeckt worden sein. Eine weitere Mauer wurde 1975 beobachtet, zudem kamen 1982 Backsteinschutt mit Kalkmörtel, Backsteine im Klosterformat, spätmittelalterliche Funde und eine kleine Kanonenkugel bei Bauarbeiten zutage. 1997 wurde bei Kanalisationsarbeiten in der Burgstraße ein Brunnen angeschnitten.